# Trachelipus remyi
Trachelipus remyi är en kräftdjursart som först beskrevs av Karl Wilhelm Verhoeff 1933A.  Trachelipus remyi ingår i släktet Trachelipus och familjen Trachelipodidae. Inga underarter finns listade i Catalogue of Life.